# Thun
Thun (franciául Thoune) város és járási székhely Bern kantonban. Lakosainak száma 43 476 fő (2020. december 31.), az agglomerációban körülbelül 80 ezren laknak.

## Fekvés
Az Aare mindkét partján, közel ahhoz a helyhez, ahol a folyó a Thuni-tóból kifolyik.
Thun a Berni-felvidék kapujaként ismert. 

## Történelem
1033-ban Thun a Burgundiai Királysággal együtt a Német-római Birodalom része lett.
1200 előtt a Zähringer család építtette a mai várat.
1264-ben Thun városi jogokat kapott.
1528 körül  jelent meg a reformáció, amely ma is meghatározó a városban.
A katonai iskola (Eidgenössischen Militärschule) 1819-ben nyílt meg.
1859-ben Thunt bekapcsolták a vasúthálózatba.

## Városrészei (Stadtquartiere)
| Quartier                | BFS-Code | Quartiere von Thun |
| Bälliz-Freienhofgasse   | 942002   | Quartiere von Thun |
| Goldiwil                | 942003   | Quartiere von Thun |
| Hohmad                  | 942005   | Quartiere von Thun |
| Lauenen-Hofstetten-Ried | 942006   | Quartiere von Thun |
| Lerchenfeld             | 942007   | Quartiere von Thun |
| Militärgebiet           | 942008   | Quartiere von Thun |
| Seefeld                 | 942009   | Quartiere von Thun |
| Westquartier            | 942011   | Quartiere von Thun |
| Allmendingen            | 942036   | Quartiere von Thun |
| Buchholz                | 942037   | Quartiere von Thun |
| Dürrenast               | 942038   | Quartiere von Thun |
| Gwatt                   | 942039   | Quartiere von Thun |
| Neufeld                 | 942040   | Quartiere von Thun |
| Schoren                 | 942041   | Quartiere von Thun |
| Aarefeld                | 942047   | Quartiere von Thun |
| Altstadt                | 942074   | Quartiere von Thun |

## Látnivalók

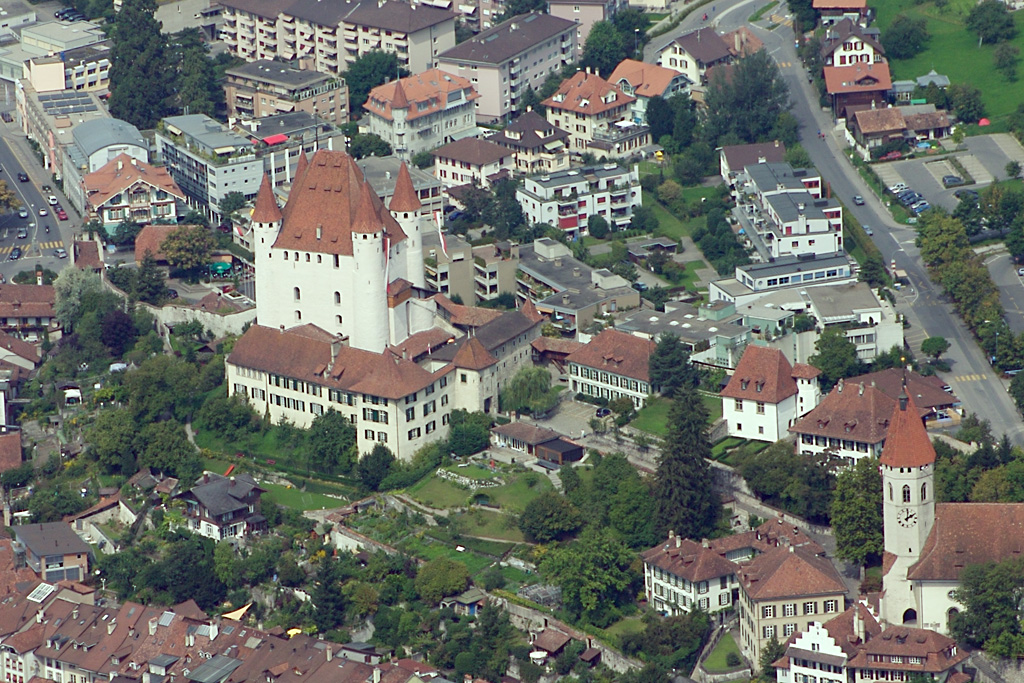
A kastély
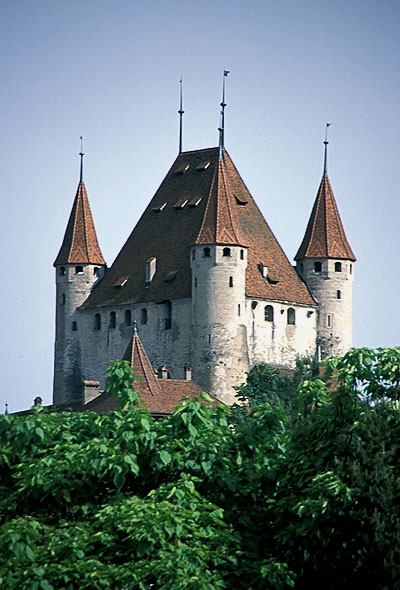
A kastély
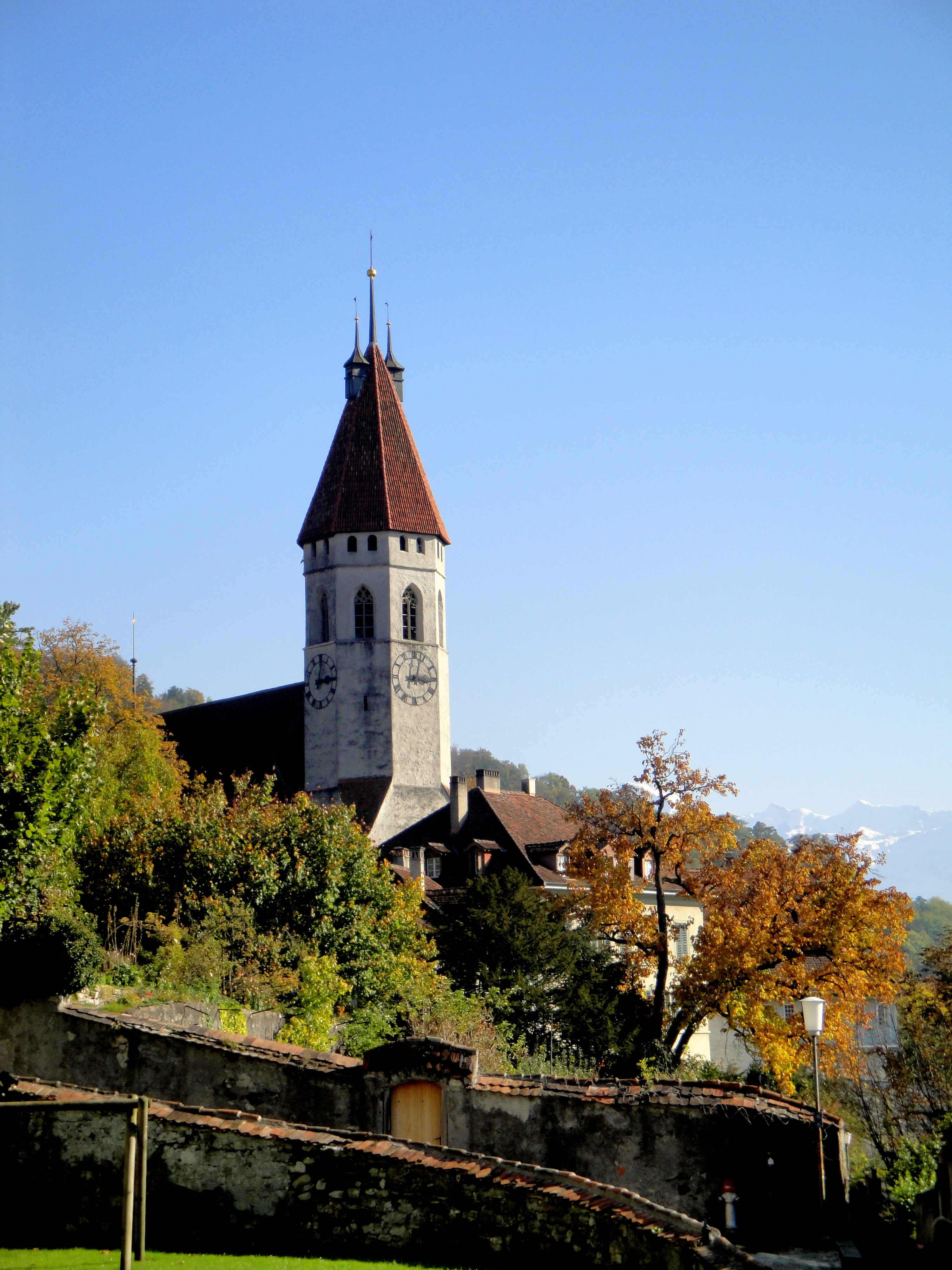
A városi templom
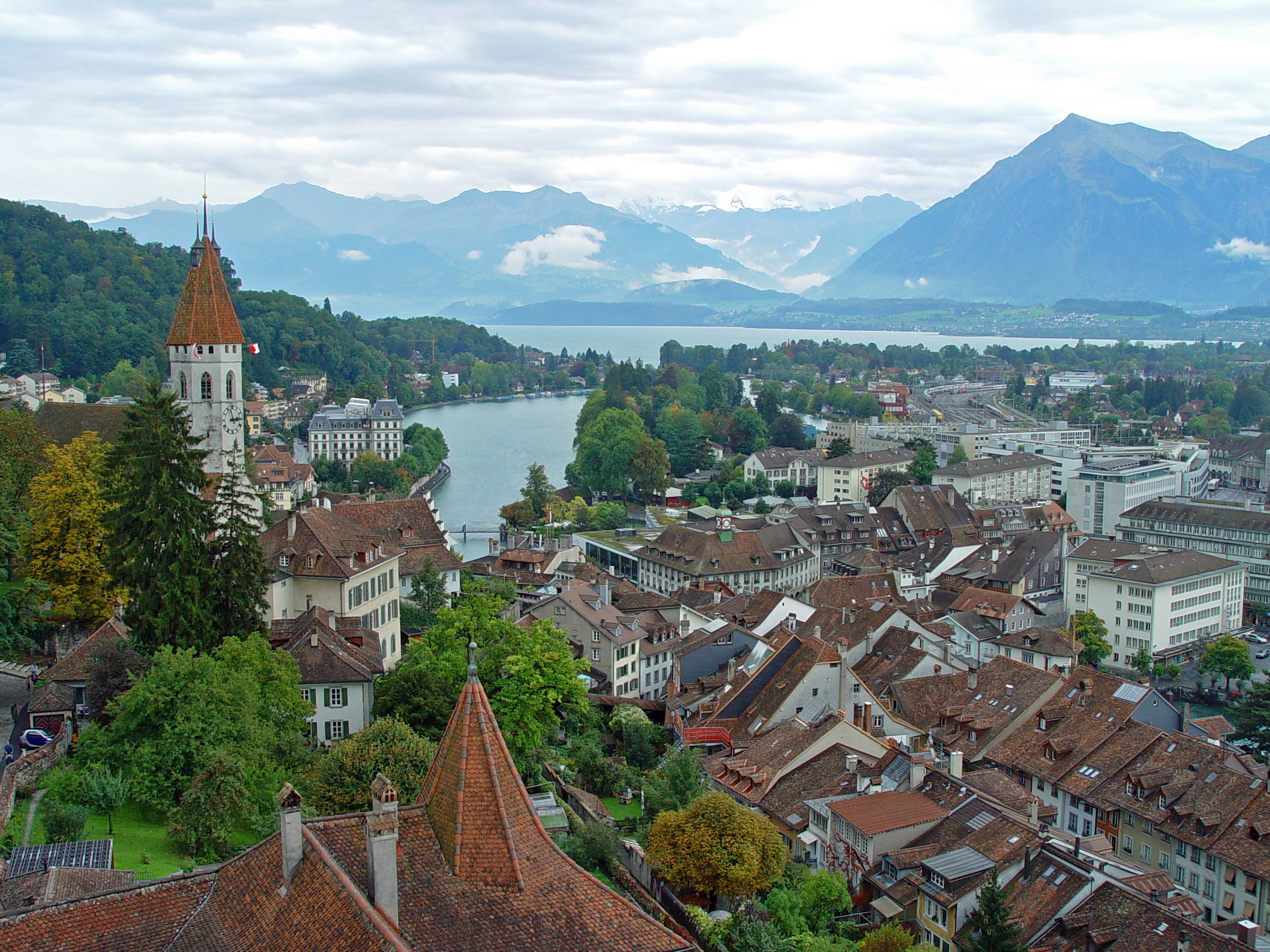
A város, az Aare és a Thuni-tó
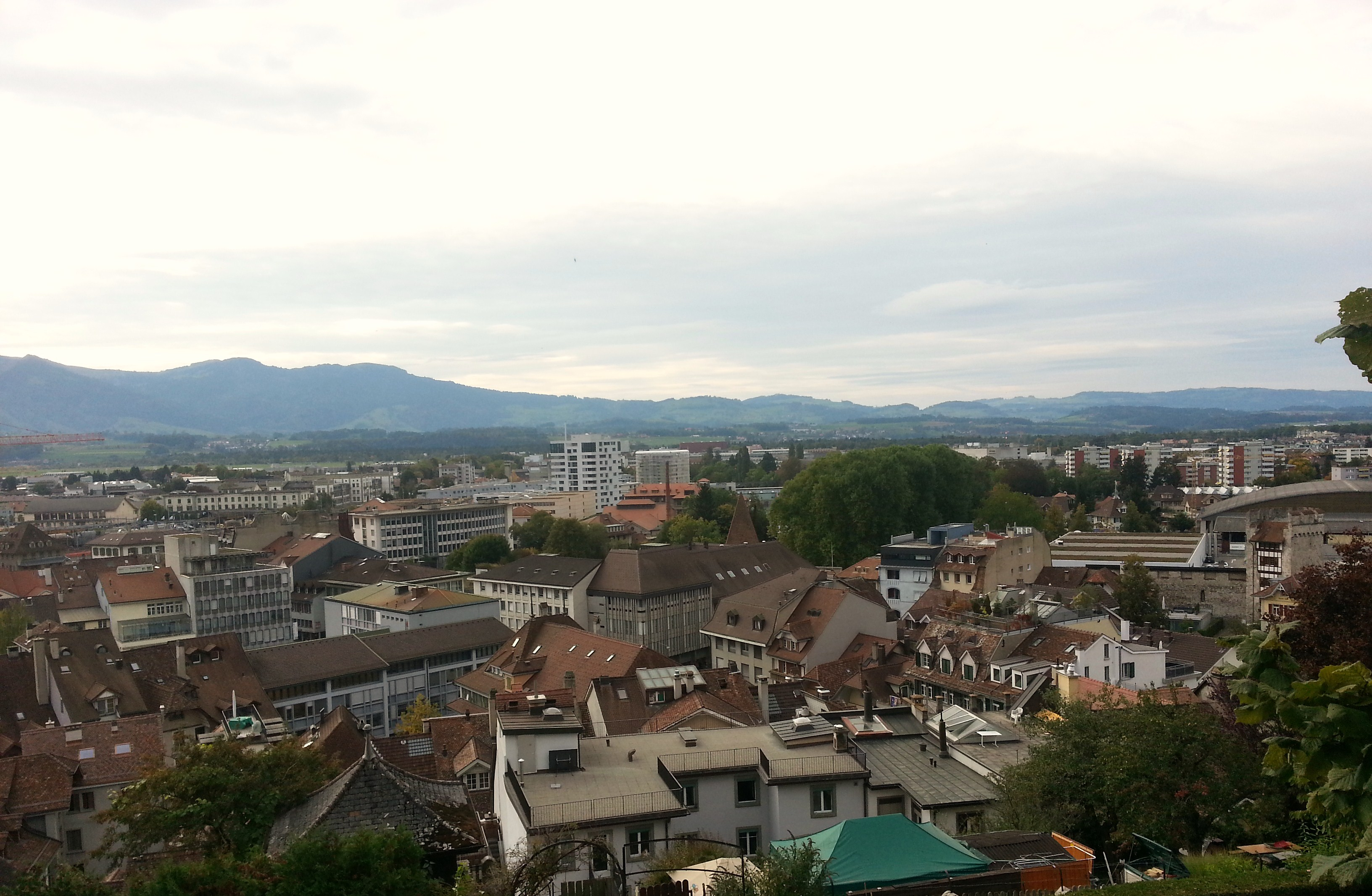
Thun
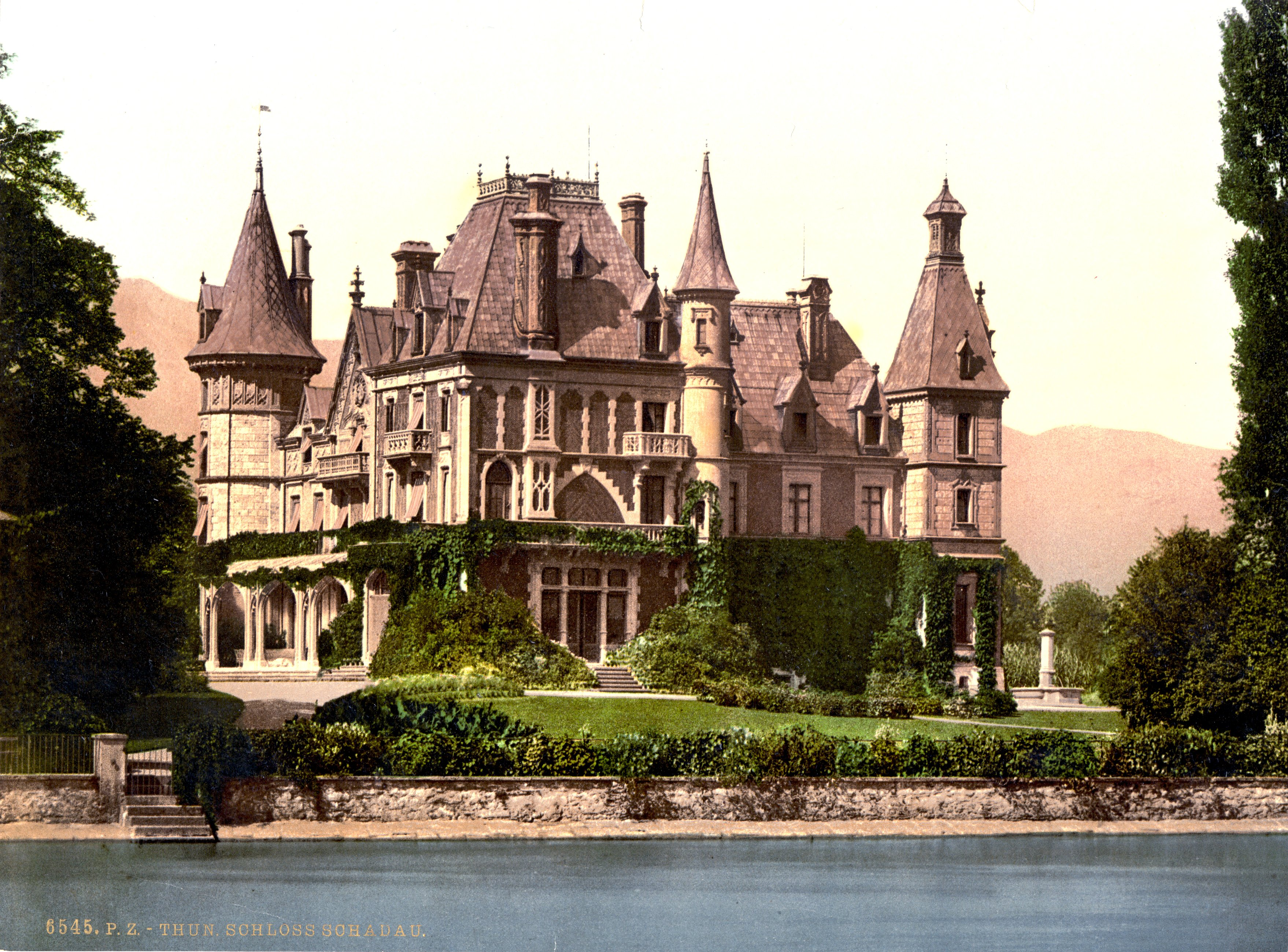
A kastély Schadau 1900 körrűl
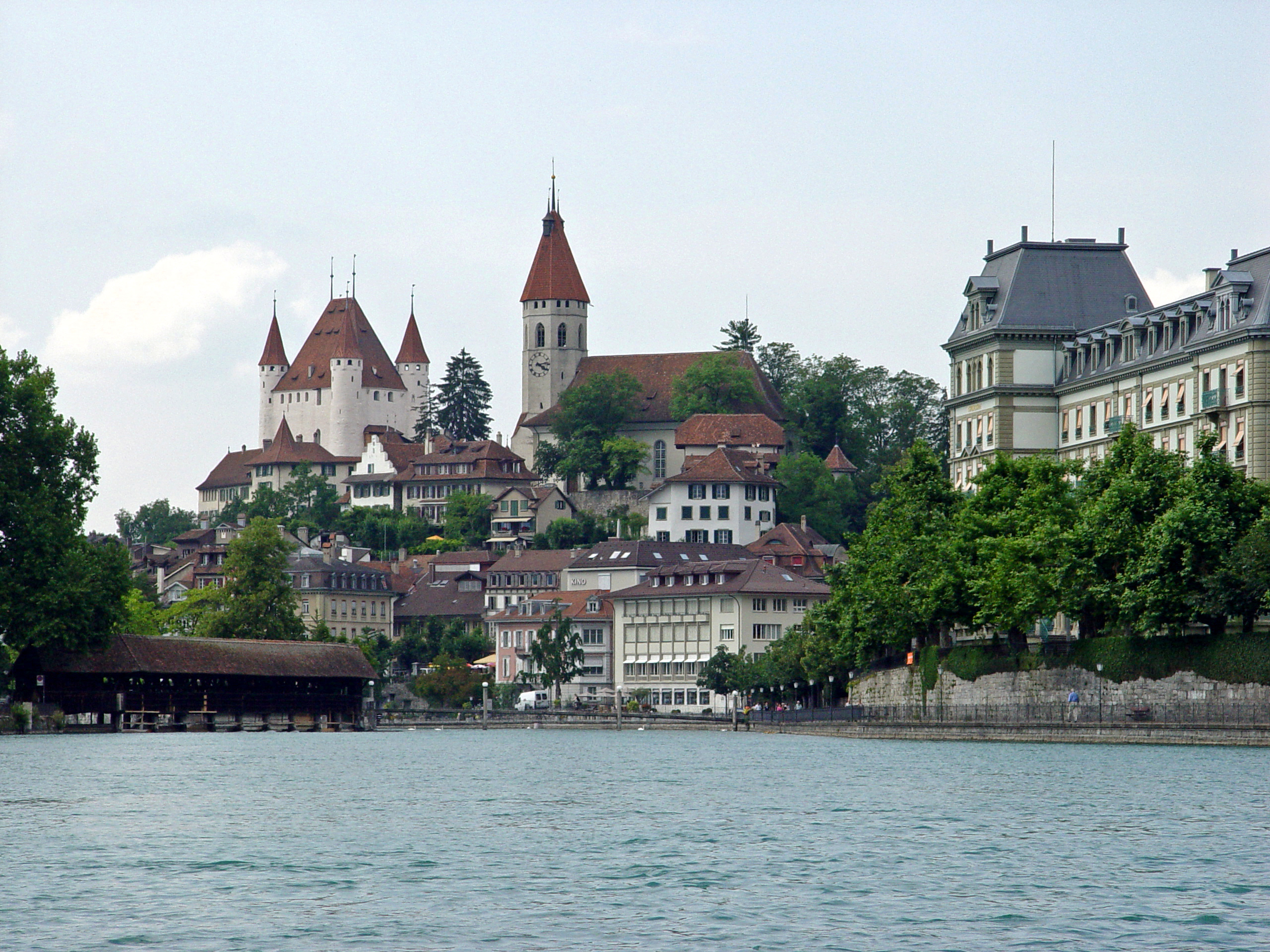
A kastély
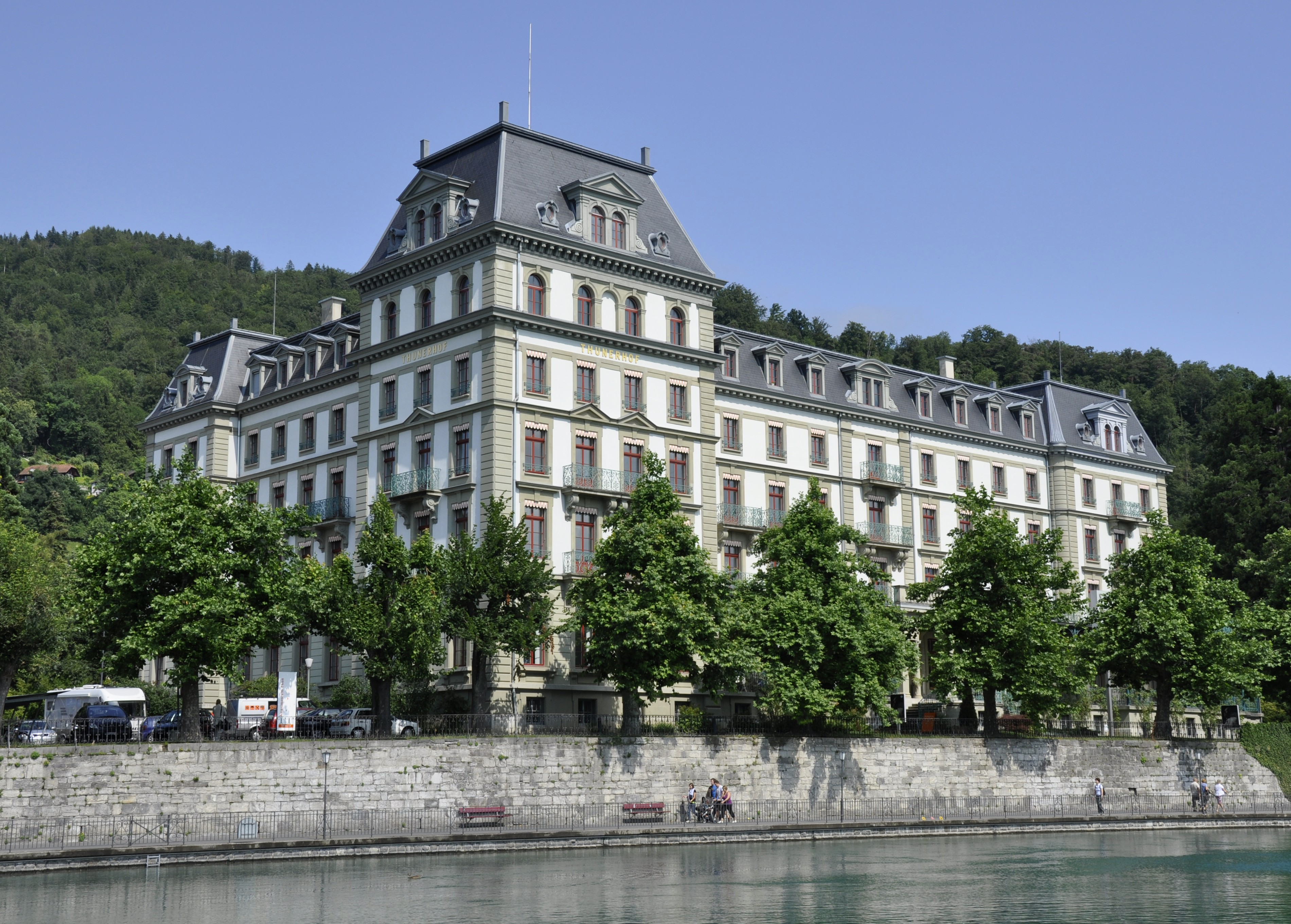
Kunstmuseum
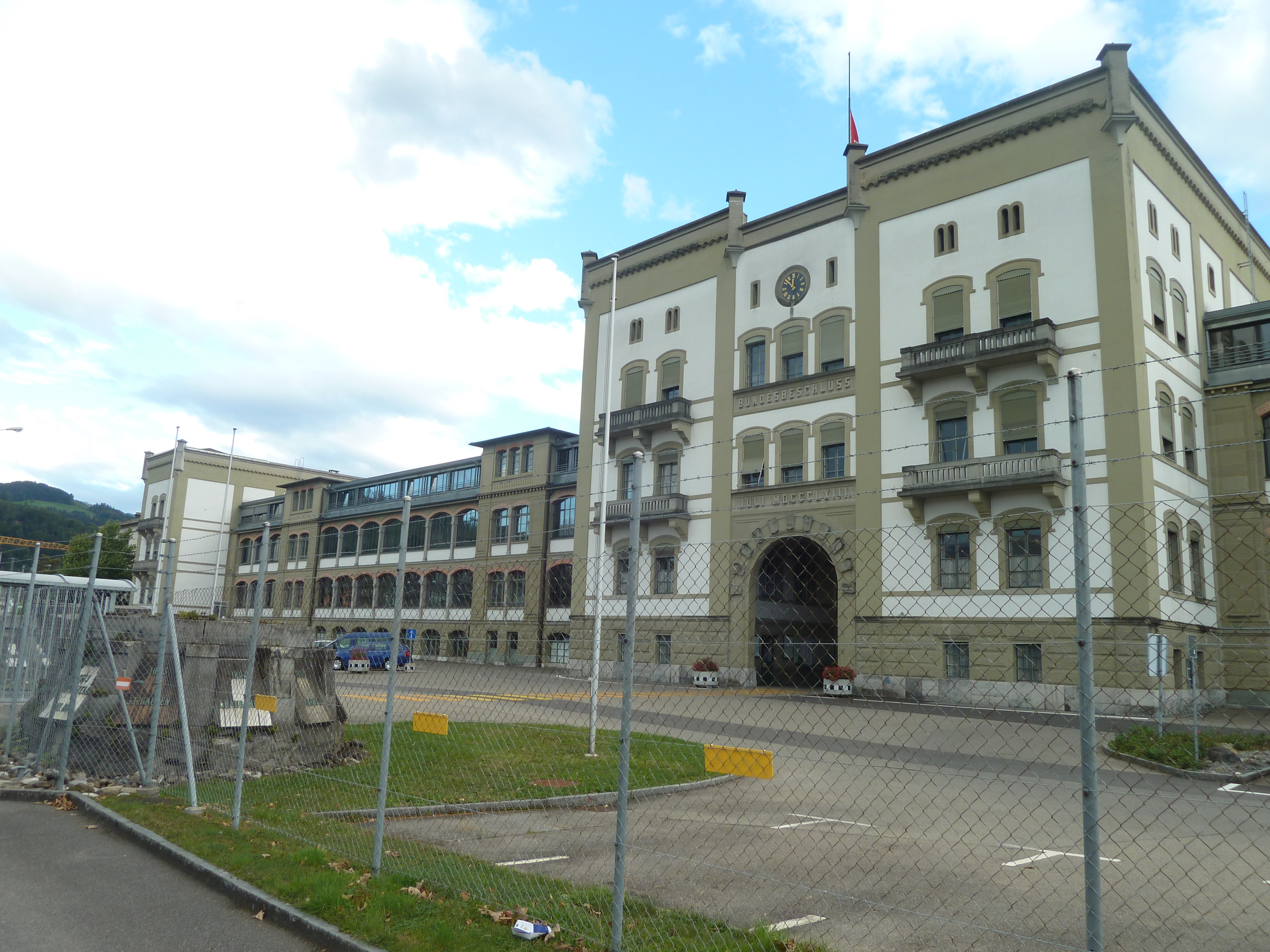
A laktanya

- Az Óváros
- Templomak
- Kunstmuseum Thun

- A kastély
- A kastély
- A városi templom
- A város, az Aare és a Thuni-tó
- Thun
- A kastély Schadau 1900 körrűl
- A kastély
- Kunstmuseum
- A laktanya

## Sport
Itt működik a labdarúgócsapat FC Thun, teljes nevén Fussballclub Thun 1898.

## Híres emberek
- Heinz Schneiter (1935–2017),  labdarúgóhátvéd, edző
- Bruno Kernen (* 1972), világbajnok alpesisíző
- Zdravko Kuzmanović (* 1987), labdarúgó
- Simona de Silvestro (* 1988), autóversenyzőnő

## Külső hivatkozások
- Offizielle Website der Stadt Thun
- thunensis – das virtuelle Thunarchiv – Sammlung von historischen Bildern, Postkarten, Dokumenten und Videos betreffend die Stadt Thun

## Fordítás
- Ez a szócikk részben vagy egészben  a   Thun című német Wikipédia-szócikk fordításán alapul.  Az eredeti cikk szerkesztőit annak laptörténete sorolja fel. Ez a jelzés csupán a megfogalmazás eredetét és a szerzői jogokat jelzi, nem szolgál a cikkben szereplő információk forrásmegjelöléseként.